# Вом
Вом — река в России, протекает по Кондинскому району Ханты-Мансийского автономного округа. Устье реки находится в 171 км по левому берегу реки Юконда. Длина реки составляет 26 км.

## Данные водного реестра
По данным государственного водного реестра России, относится к Иртышскому бассейновому округу, водохозяйственный участок реки — Конда, речной подбассейн реки — Конда. Речной бассейн реки — Иртыш.
Код объекта в государственном водном реестре — 14010600112115300017617.